# Duncan Armstrong
Duncan John D’Arcy Armstrong OAM (* 7. April 1968 in Rockhampton, Queensland) ist ein ehemaliger australischer Schwimmer.

## Karriere
Er hatte seine beste Zeit als Schwimmer bei den Olympischen Spielen 1988 in Seoul, als er Olympiasieger über 200 m Freistil wurde und die Silbermedaille über 400 m Freistil gewann.
Über 200 m konnte er die Favoriten Matt Biondi, Artur Wojdat und Michael Groß überraschen, da er als Spezialist für längere Strecken auf der Schlussbahn noch aufholen konnte.
Auf der längeren Strecke musste er sich einige Tage nach seinem Triumph dem Deutschen Uwe Daßler geschlagen geben.
Nach seiner Laufbahn wurde er Sportreporter. Für seine Verdienste im Schwimmsport wurde er 1989 mit der Medaille des Order of Australia ausgezeichnet. 1993 wurde er in die Sport Australia Hall of Fame und 1996 in die Ruhmeshalle des internationalen Schwimmsports aufgenommen. 2001 erhielt er die Centenary Medal.